# Squawk
Squawk — виртуальная машина Java ME для встраиваемых и портативных устройств. Большинство виртуальных машин для платформы Java пишутся на низкоуровневых языках программирования, таких, как C/C++ и язык ассемблера, но Squawk отличается от них тем, что большая часть его ядра написана на Java (это называется мета-циркулярной интерпретацией). Использование Java повышает переносимость и делает более прозрачной интеграцию виртуальной машины и таких ресурсов приложений, как объекты, потоки и интерфейсы операционных систем.
Модель виртуальной машины Squawk была упрощена за счёт следующих пунктов:
- Написание как можно большей части виртуальной машины на Java;
- Ориентирование на небольшие, ограниченные ресурсы;
- Возможность использования Java для разработки приложений для встраиваемых устройств.

Начало исследований Squawk было вдохновлено проектом Squeak. Squawk является потомком Java ME. Виртуальная машина Squawk была разработана в целях упрощения с минимальными внешними зависимостями. Такая простота обеспечивает высокую степень переносимости, простоту отладки и возможность легкой поддержки. Squawk также обеспечивает изолированный механизм, по которому приложение представляется объектом. В системе Squawk одно или более приложений могут быть запущенными на одной JVM. Концептуально каждое приложение изолировано от остальных приложений.